# 洛钦·达摩室利
洛钦·达摩室利（藏語：ལོ་ཆེན་དྷརྨ་ཤྲཱིཿ，威利转写：lo chen dharma shrI，1654年—1718年），藏传佛教宁玛派高僧、翻译家、医学家、历算学家，敏珠林寺第二代敏林堪千仁波切。

## 名号
洛钦·达摩室利也有资料称其为“大译师达玛夏日”、“罗千达玛师利”、“大译师达玛西日”，他名字中的“洛钦”为大译师之意，“达摩室利”源自梵语，意为法吉祥。
其幼时的乳名为“勒巴东主”，13岁受居士戒取法号“丹增加央旺波”（又译作“丹增蒋扬旺波”，持教文殊自在王），15岁在拉萨正式出家取法名“阿旺却华”（也译作“昂旺却巴”，语自在法吉祥）。此外，他还被称为“罗千却巴嘉措”，意为大译师法吉祥海。

## 生平
藏历十一绕迥木马年（1654年），达摩室利出生于西藏山南扎囊地方的达杰曲林，父亲敦桑斗·赤列隆智是一位宁玛派密法师，母亲是拉增央金卓玛。达摩室利出生后，父母给其取乳名为勒巴东主。
8岁时，他与一母同胞的兄长仁增居美多杰（德达林巴）共同到琼结白日和桑耶钦浦修学宁玛派教法。12岁时，在沙曼陀罗坛城中接受灌顶加持与别解脱戒、菩提心戒的教授。13岁时，在一名掘藏师处受居士戒，取法号丹增加央旺波。15岁时，到拉萨在五世达赖喇嘛尊前正式出家并受沙弥戒，获赐名阿旺却华。19岁时，随上师东珠旺加学习历算学，随达隆成就师阿旺色却学习声明论，随伏藏喇嘛学习诗论和声律学。
20岁时，在五世达赖尊前受具足比丘戒，随戒律师堪钦官却旦增（昆秋丹增）学习，接受后藏的“东律”传承。后到其兄长德达林巴创建的敏珠林寺任格贵，主持管理经院法规法行，并从德达林巴得受菩提心戒。27岁时，官却旦增根据五世达赖的命令依照律部的仪轨授予达摩室利比丘戒，达摩室利开始学习共法和不共法，最后全部洞悉通达。他在讲、辩、著，一面给前来要求受戒和学法的人讲授宁玛派教法。　
藏历土狗年（1718年），洛钦·达摩室利去世，死于准噶尔部对宁玛派的迫害，享年64岁。

## 学术
达摩室利著有《密主意饰》《密主言教》《时轮立体坛城建立本释·明灯》《声律论注释·星宿鬘》《五星算·月光》《密集金刚灌顶仪轨·阶梯》《戒律学仪轨·宝梯》《教授法概要》《箴言故事》《解梦指导》《歌集·明灯》《藻饰词·海中一滴》《诗论·海之精要》等共70余种。他不仅翻译了诸多梵语佛经，且擅长绘画、书法、医学、历算等社会科学。达摩室利1714年所著的《历算日光论》和其主持下敏珠林寺每年编制的历书都极为著名。

## 弟子
达摩室利弟子众多，且不限于宁玛派僧侣，还有很多其他教派的活佛和高僧，以及噶厦政府官员和名人，如萨迦达钦·阿旺夏嘎扎西、雅卓林夏茸师徒、彭措林比丘郡乃、达那哲沃活佛、昌都帕巴拉·嘉哇嘉措、德格喇嘛然坚巴、颇罗鼐·索南多杰、大文豪朵喀哇·才仁旺加等等。

## 备注
1. ↑  一说名为德达林[4]
2. ↑  格贵，即经院掌堂师，俗称法棒喇嘛
3. ↑  一说去世于1717年[5]
4. ↑  又称《日光论》，西藏人民出版社出版1990年曾有出版[6]